# كيإيجي كوإيدزومي
كيإيجِ كوإيدْزُمي (باليابانية: 小泉 圭二) (مواليد 28 يوليو 1976)، هو لاعب كرة قدم ياباني سابق كان يلعب كلاعب وسط.

## وصلات خارجية
- كيإيجي كوإيدزومي على موقع رابطة كرة القدم اليابانية للمحترفين (اليابانية)